# Pannon-tenger Múzeum
A Pannon-tenger Múzeum a miskolci Herman Ottó Múzeum 2013. november 20-tól működő kiállítási épületszárnya, mely a Pannon-tenger Földtörténeti és Természetrajzi Tárnak is otthont ad. Itt állították ki a 2007-ben Bükkábrányban előkerült mocsáriciprus-maradványokat. A múzeum Miskolc belvárosában, a Görgey Artúr u. 28. szám alatt található, a Népkerttel szemben.

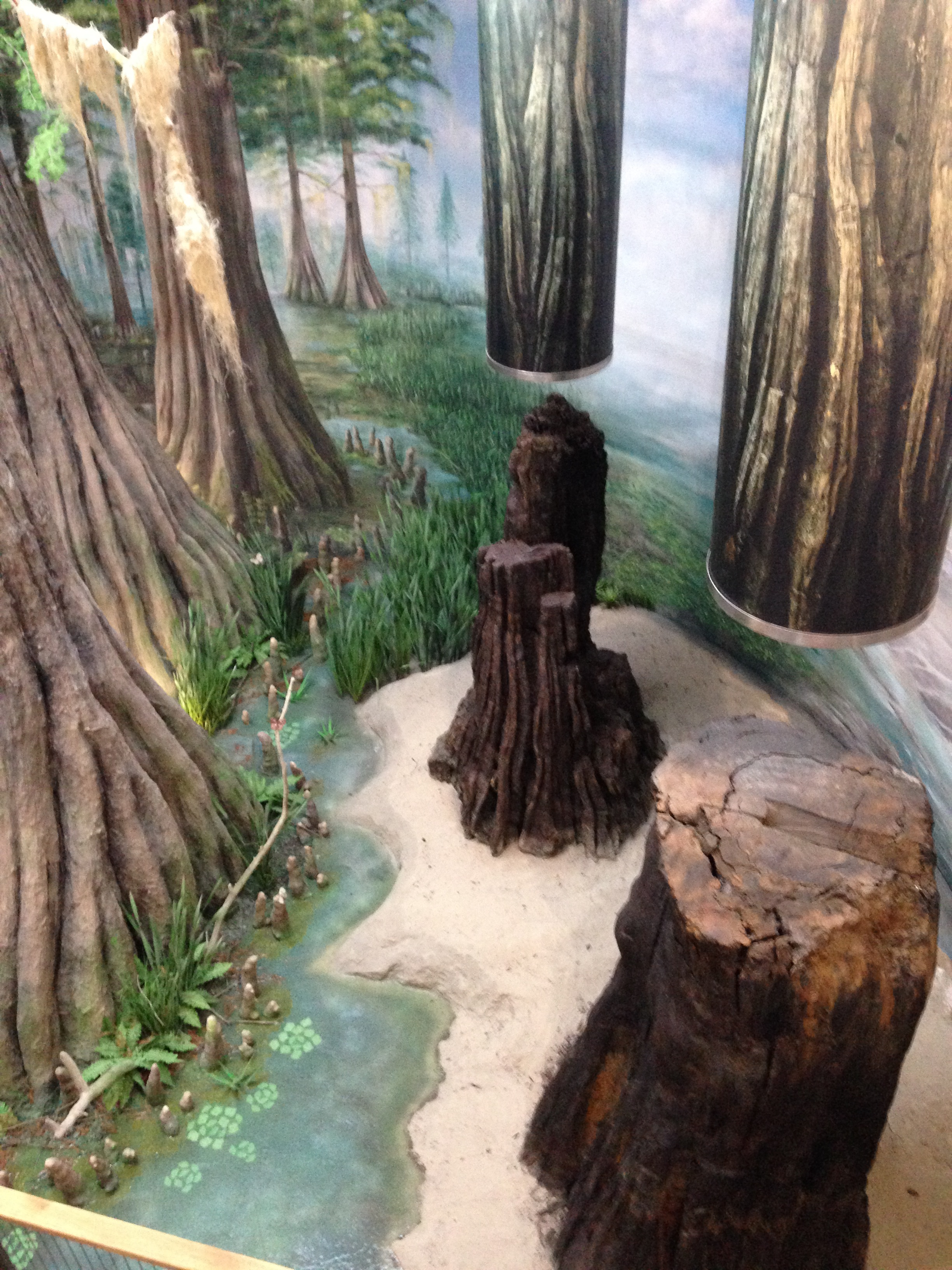
7 millió éves mocsárciprusok

## Az épület
A 942 m² összterületű, kétszintes, részben földbe süllyesztett kiállítási épületszárnyat, mely a Herman Ottó Múzeum főépülete előtt helyezkedik el, Rudolf Mihály DLA építész (HADAS Építész Kft.) tervezte. Mivel az épület a funkcióit tekintve az állandó és időszakos kiállítások mellett oktatási és tudományos kutatási tevékenységeknek is helyet ad, a kiállító terek mellett található benne szemináriumi, múzeumpedagógiai, vetítő- és konferencia terem.

## Kiállítások

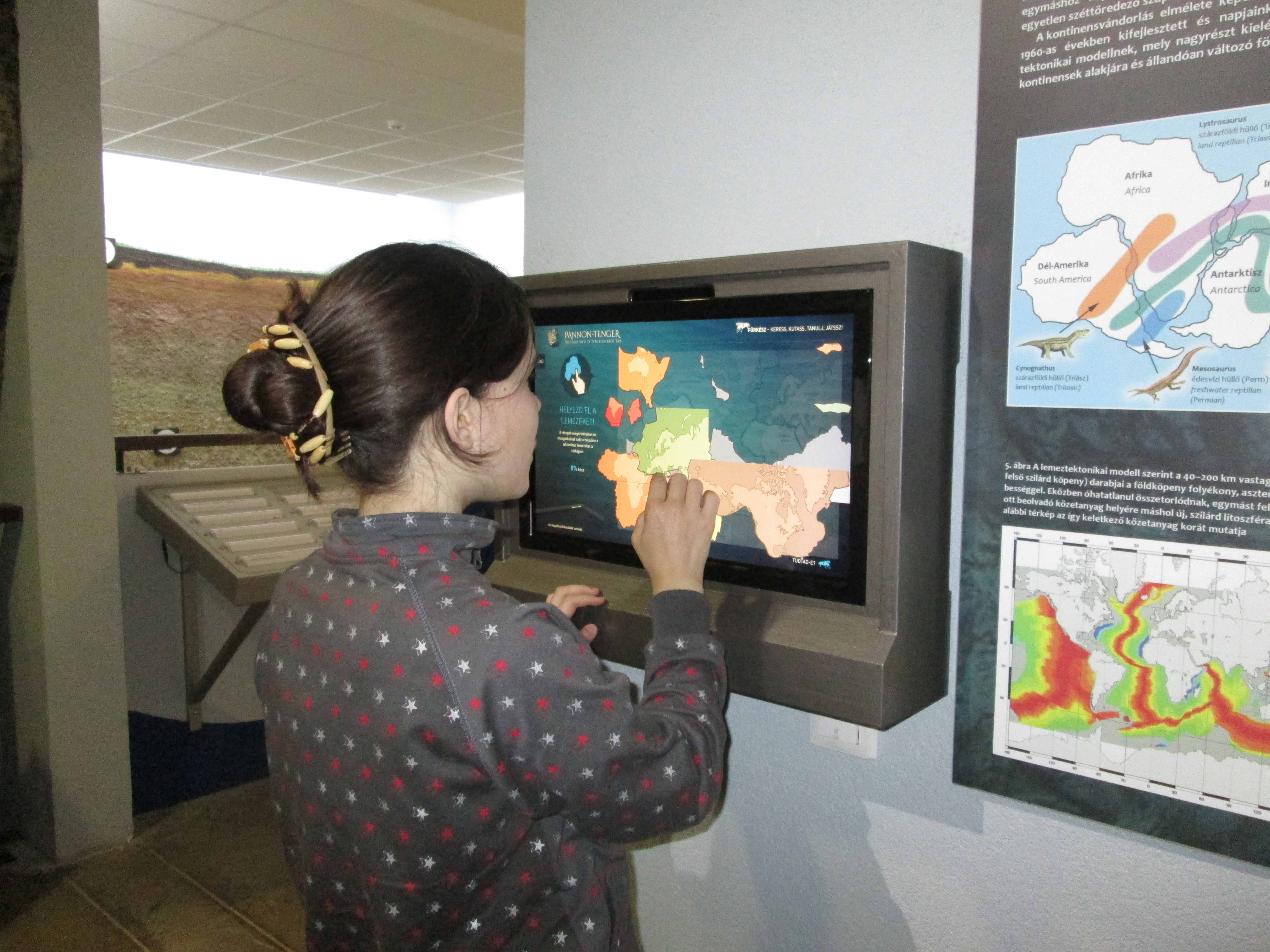
Interaktív kiállítás

Jelenleg három állandó kiállítás tekinthető meg itt:
- Az Őserdei ösvényeken – A bükkábrányi mocsárciprus-erdő és kora a 2007-ben a bükkábrányi külszíni fejtésű lignitbányában talált 7 millió éves erdőrészlet ürügyén a Pannon-medence miocén kori (23-5,3 millió éve) földtörténetét tárgyalja. Az ősfák kutatásának története mellett a kor geodinamikai eseményeit, valamint növény- és állatvilágát fedezhetik fel a látogatók játékos, foglalkoztató, interaktív formában.
- A Kárpátok ásványai mintegy 140 m²-es összterületen, több mint ezer példányon keresztül, földrajzi bontásban mutatja be a hegységrendszer ásványvilágát.
- A Dinók Földjén – MezoZOOikum 2019. február 15-én nyílt meg és a mezozoikum, azaz a dinoszauruszok korába kalauzolja el a látogatókat. Az interaktív játékokat felvonultató tárlat egyedi látványvilága egy kitalált időutazó csoport, a SAURUCARIA-expedíció szerencsétlenségének helyszínét idézi meg, ahol a dinók mindennapjain túl más kortárs élőlényeket, valamint az őket körülvevő, életüket meghatározó világot is megismerhetik a látogatók, valamint egy külön teremben láthatók a magyarországi dinoszaurusz-kutatással kapcsolatos információk.

GPS koordináták: 48.095449 / 20.785512

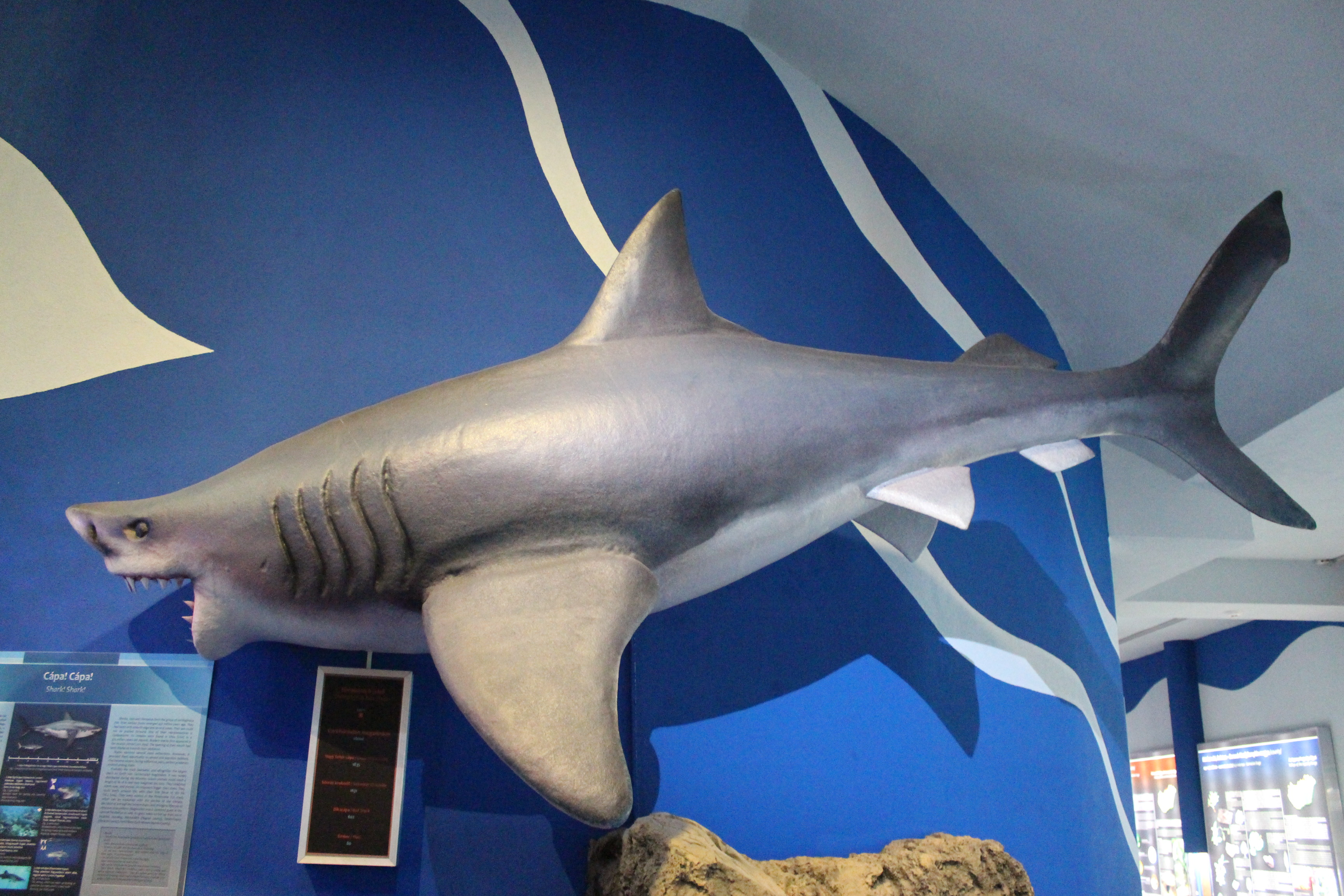
A Pannon-tó élővilága

## Források

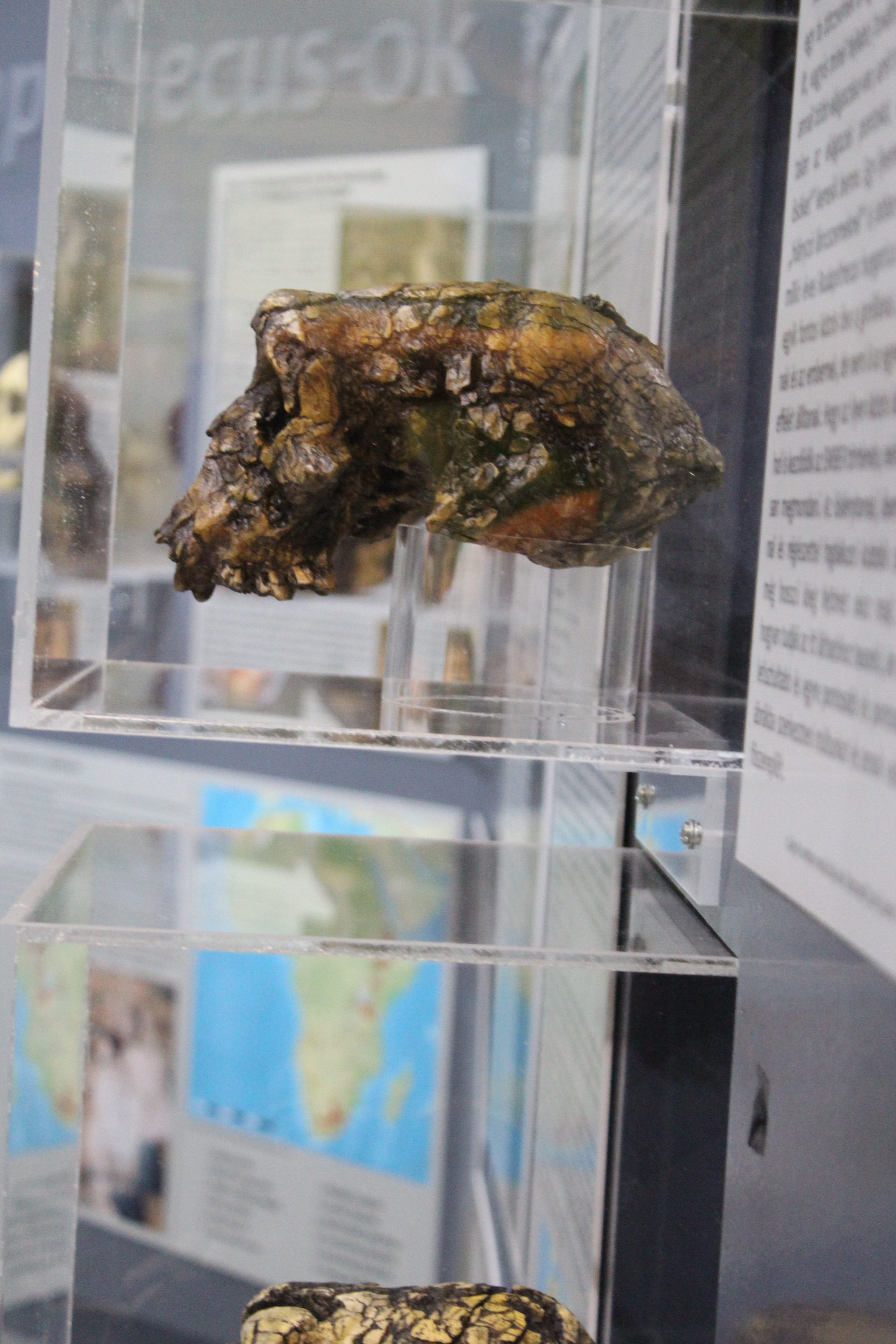
Ősember koponya